# Peter Betz (SS-Mitglied)

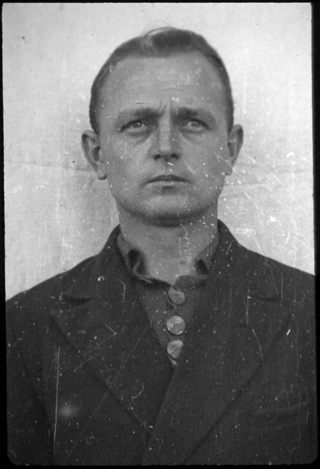
Peter Betz in amerikanischer Internierung. Aufnahme von 1945.

Peter Betz (* 12. Oktober 1913 in Theisenort, Landkreis Kronach; † 8. Februar 1974 in Kronach) war ein deutscher SS-Hauptscharführer und wurde im KZ Dachau und Dora-Mittelbau eingesetzt.

## Leben und Wirken
Betz war als Bauschreiner beim Bau von Schienensträngen tätig. Er trat der SS zum 1. November 1933 bei (SS-Nummer 132.322). Ab dem 5. August 1935 wurde er im KZ Dachau eingesetzt und war dort zunächst Angehöriger der Wachkompanie, die Teil der SS-Totenkopfverbände war. Im Verlauf des Jahres 1938 war Betz zeitweilig im Büro des Schutzhaftlagerführers und danach im Büro der Lagerkommandantur bis 1943 tätig. Seine Aufgaben umfassten im Büro der Lagerkommandantur die Durchführung von Häftlingstransporten und die Registrierung und Abwicklung von Sterbefällen. Seine Vorgesetzten waren in diesem Zeitraum Alex Piorkowski, Adam Grünewald, Egon Zill, Michael Redwitz und Franz Hofmann. Betz, der am 2. September 1939 Mitglied der Waffen-SS wurde, war von Januar 1943 bis März 1943 Rapportführer. Zum 1. Februar 1943 wurde er zum Hauptscharführer befördert. Anschließend fungierte er als Kommandoführer in Außenkommandos. Am 7. Januar 1944 wurde er in das Außenlager Dora-Mittelbau des KZ Buchenwald versetzt.
Nach seiner Festnahme wurde Betz am 15. November 1945 im Dachau-Hauptprozess, der im Rahmen der Dachauer Prozesse stattfand, aufgrund der Anklage von Kriegsverbrechen vor ein US-amerikanisches Militärgericht gestellt. Am 13. Dezember 1945 wurde Betz zu lebenslanger Haft verurteilt, die später in eine zeitige Haftstrafe umgewandelt und weiter reduziert wurde. Beim Urteil wurden als individuelle Exzesstaten bei Betz die Misshandlung von Häftlingen berücksichtigt. Betz führte zu seiner Verteidigung an, dass er nie Häftlinge misshandelt oder geschlagen habe. Betz wurde im Kriegsverbrechergefängnis Landsberg inhaftiert und im Januar 1954 aus der Haft entlassen.
Betz war verheiratet und Vater eines Kindes. Über seinen weiteren Lebensweg ist nichts bekannt.